# Axatempa
Axatempa är en ort i Mexiko.   Den ligger i kommunen Tulancingo de Bravo och delstaten Hidalgo, i den sydöstra delen av landet, 120 km nordost om huvudstaden Mexico City. Axatempa ligger 2 143 meter över havet och antalet invånare är 151.
Terrängen runt Axatempa är platt åt nordväst, men åt sydost är den kuperad. Runt Axatempa är det tätbefolkat, med 530 invånare per kvadratkilometer. Närmaste större samhälle är Tulancingo, 13,0 km söder om Axatempa. Omgivningarna runt Axatempa är en mosaik av jordbruksmark och naturlig växtlighet.